# Issai Schur
Issai Schur (Mahiljov, 1875. január 10. – Tel-Aviv, 1941. január 10.) élete nagy részében Németországban dolgozó matematikus.

## Tanulmányai
Oroszországban született. 13 évesen a lettországi Libau gimnáziumában tanult. 1894-ben a Berlini Egyetemen matematikát és fizikát tanult. Egyik oktatója Ferdinand Georg Frobenius volt, aki nagy hatással volt rá, s aki a későbbiek folyamán a doktori tanulmányaiban is irányító szerepet töltött be. Disszertációja címe: Über eine Klasse von Matrizen, die sich einer gegebenen Matrix zuordnen lassen. Másik témavezetője Lazarus Immanuel Fuchs volt. Frobenius és William Burnside voltak a csoportok mint mátrix-csoportok reprezentációelméletének fő kitalálói, mely egy igen fontos elemét bizonyította a csoportelméletnek, s Schur ezen tárgy alapjait magától Frobeniustól tanulhatta meg. Schur később komoly előrelépéseket tett mind a saját, mind a Frobeniussal közösen folytatott kutatásaiban. 1901-ben doktorált egy olyan szakdolgozattal, amely a komplexek feletti általános lineáris csoport racionális reprezentációit vizsgálta. Ebben a munkájában vezette be azokat a függvényeket, amelyeket a tiszteletére ma S-függvényeknek nevezünk.

## Kutatásai, oktatás
1903-ban a Berlini Egyetem oktatója, majd 1911-1916 a Bonni Egyetem matematika professzora. 1916-ban visszatért Berlinbe, és megalapította méltán hírt szerzett iskoláját (fő oktatási területe a reprezentációelmélet, de a matematika számos egyéb ágazatával is foglalkozott az intézmény). 1919-ben Berlinben professzorrá nevezték ki három évvel azután, hogy visszatért oda, és ezt a pozíciót meg is tartotta egészen addig, míg a nácik el nem űzték 1935-ben.
Schur legfőképp a csoportok reprezentációelméletét megalapozó munkásságáról ismert, de alkotott a számelmélet, az analízis és a matematika egyéb területein is. 1904 és 1907 között a csoportok reprezentációelméletén, és a csoportok karakterizációján dolgozott; egyik legnagyobb eredményét ma már csak Schur-lemmaként ismerjük.
Cikkei egyikében bevezetett egy koncepciót, amit ma Schur-multiplikátor néven ismernek, s melyről később kiderült, hogy az első lépés volt a homológiacsoportok elmélete felé.
1914 környékén felhagyott a reprezentációelmélet tanulmányozásával egy időre, azonban amikor 1925-ben kiderült, hogy alapvető fontossággal bír ez az elmélet az elméleti fizikában, Schur visszatért a munkájához, és képes volt befejezni azt a kutatást, melyet még a doktori disszertációja keretében kezdett el, s végül teljes leírást adott a komplexek feletti általános lineáris csoport racionális reprezentációira.
Foglalkozott még a reducibilitással, Laguerre- és Hermite-polinomokkal is.

## Tanítványai
Tanítványai közül számos híres matematikus került ki, egyebek között: Richard Brauer, Alfred Theodor Brauer, Bernhard Neumann, Richard Rado és Helmut Wielandt.

## Kitüntetések
1922-ben a porosz akadémia tagjává választották; érdekesség, hogy Planck ajánlásával vették fel, azonban Planck beszédét, amelyben Schur erényeit méltatta, Frobenius írta legalább 5 évvel azelőtt, mivel 1917-ben elhunyt.

## Viszontagságai a náci Németországban
1933-ban nehéz időszak kezdődött Schur számára. A náci Németországban, mint zsidó származású oktató, először nyugdíjazva lett, melyet mind a diákjai, mind a kollégái hatalmas megdöbbenéssel és sajnálattal vettek tudomásul; majd lelkileg is belebetegedett a „kivételezésbe”, és bár számos felkérést kapott angliai és amerikai egyetemektől, hogy oktasson náluk, ő rendre visszautasította ezeket az ajánlatokat, nem tudván megérteni, hogy németként miért nem fogadják el Németországban. 1935-ben megfosztották a Berlini Egyetemen betöltött professzori székétől, de ő ott maradt, és sok viszontagság és nehézség közepette is folytatta a munkát. Többek között nyomást gyakoroltak rá, hogy a Porosz Akadémián betöltött tagságáról mondjon le (1938).
1939-ben elhagyta Németországot Palesztináért, szellemileg és testileg egyaránt meggyötörve, mivel a végső kiutasítás által rákényszerítették, hogy találjon egy szponzort, aki fizeti helyette azt az „adót”, aminek a fejében elhagyhatta Németországot. A Palesztinában való éléshez szükséges elegendő tőke hiánya miatt szeretett könyveinek eladására kényszerült.
Két évvel később, a 66. születésnapján halt meg.